# 徐学孟
徐学孟（1932年5月—2017年11月29日），山东省平原县人。中华人民共和国政治人物。

## 生平
1949年1月，先后在徐州军政大学、济南华东大学、青岛山东大学学习，后奉调到青岛市公安局任科员、副科长。1964年参加省委海阳工作团任秘书。1967年转入山东省革委宣传部、政治部工作。1975年任省委宣传部办公室副主任、主任，1981年任省委宣传部副部长。1992年，任山东省人大常委会副主任兼民族侨务外事委会主任委员和秘书长。2017年11月29日，在济南逝世，享年86岁。